# Lanzhou
Lanzhou este un oraș din China de peste 1.000.000 locuitori. Este un centru al industriei grele. 